# Camila Cabello
Karla Camila Cabello Estrabao (Cojímar, 3 marzo 1997) è una cantautrice cubana e messicana, e in seguito ha ottenuto la cittadinanza statunitense.
Ex componente del gruppo musicale Fifth Harmony, ha raggiunto la notorietà nel 2012 in seguito alla partecipazione alla seconda stagione del noto talent show The X Factor USA, in cui, assieme alle compagne, si è classificata terza. Lasciato il gruppo nel 2016, è stata portata al successo internazionale in qualità di artista solista grazie al singolo Havana, che si è piazzato al primo posto delle principali classifiche musicali globali ed ha anticipato la pubblicazione dell'album in studio di debutto Camila (2018). Nel 2019 è stato il turno del secondo album Romance, anticipato dalla hit estiva Señorita, in collaborazione con l'ex compagno Shawn Mendes. Il 2022 ha rappresentato il ritorno sulle scene con l'album Familia, trainato dai singoli Don’t Go Yet e Bam Bam con Ed Sheeran, mentre nel 2024 è la volta del quarto disco C,XOXO.

## Biografia
Karla Camila Cabello Estrabao è nata il 3 marzo 1997 nel distretto di Habana del Este, a Cojímar, L'Avana, Cuba, essendo figlia del messicano Alejandro Cabello Capistrán e della cubano-messicana Sinuhe Estrabao Rodríguez. Suo padre è nato a Città del Messico. Ha una sorella minore di nome Sofía. Il suo trisavolo era Próculo Capistrán, un militare che combatté nella Rivoluzione messicana insieme a Emiliano Zapata, servendo come generale rivoluzionario al suo fianco.
Un mese dopo la sua nascita, la sua famiglia emigrò a Città del Messico, dove erroneamente fu registrata come nata nell'Alcaldía Benito Juárez. Camila è stata cresciuta e istruita in Messico, anche se ha trascorso alcune stagioni a Cuba. Camila ha la nazionalità messicana e si identifica come "cubano-messicana" e occasionalmente semplicemente come "messicana". Lei stessa ha espresso il desiderio di essere considerata anche come messicana, smentendo l'idea che la sua identità sia limitata unicamente a quella cubana.
Quando Cabello aveva sette anni, si trasferì a Miami, Florida, con sua madre, attraversando il confine dal Messico agli Stati Uniti con un viaggio in autobus di 36 ore. Sua madre le disse che andavano a Disneyworld per motivarla a partire. Una volta a Miami, si stabilirono a casa di una collega del nonno di Cabello, che poi divenne la sua madrina. Sua madre iniziò a frequentare corsi serali per imparare l'inglese, mentre suo padre dovette aspettare circa 18 mesi prima di ottenere un visto e ricongiungersi con loro, lavorando poi come lavamacchine davanti al Dolphin Mall.
La madre di Cabello, laureata in architettura a Cuba, lavorò inizialmente in un negozio Marshalls, finché non trovò un'opportunità come disegnatrice AutoCAD. Questo le permise di guadagnare abbastanza per trasferirsi in un appartamento con sua figlia. I suoi genitori successivamente fondarono un'azienda di costruzioni che portarono il nome suo e di sua sorella. Cabello ottenne la cittadinanza statunitense nel 2008.
Frequentò la Miami Palmetto High School, ma abbandonò gli studi nel 2012-2013, mentre era al nono anno, per perseguire la carriera musicale, completando poi il diploma in seguito.

### 2012–2016:The X Factore le Fifth Harmony

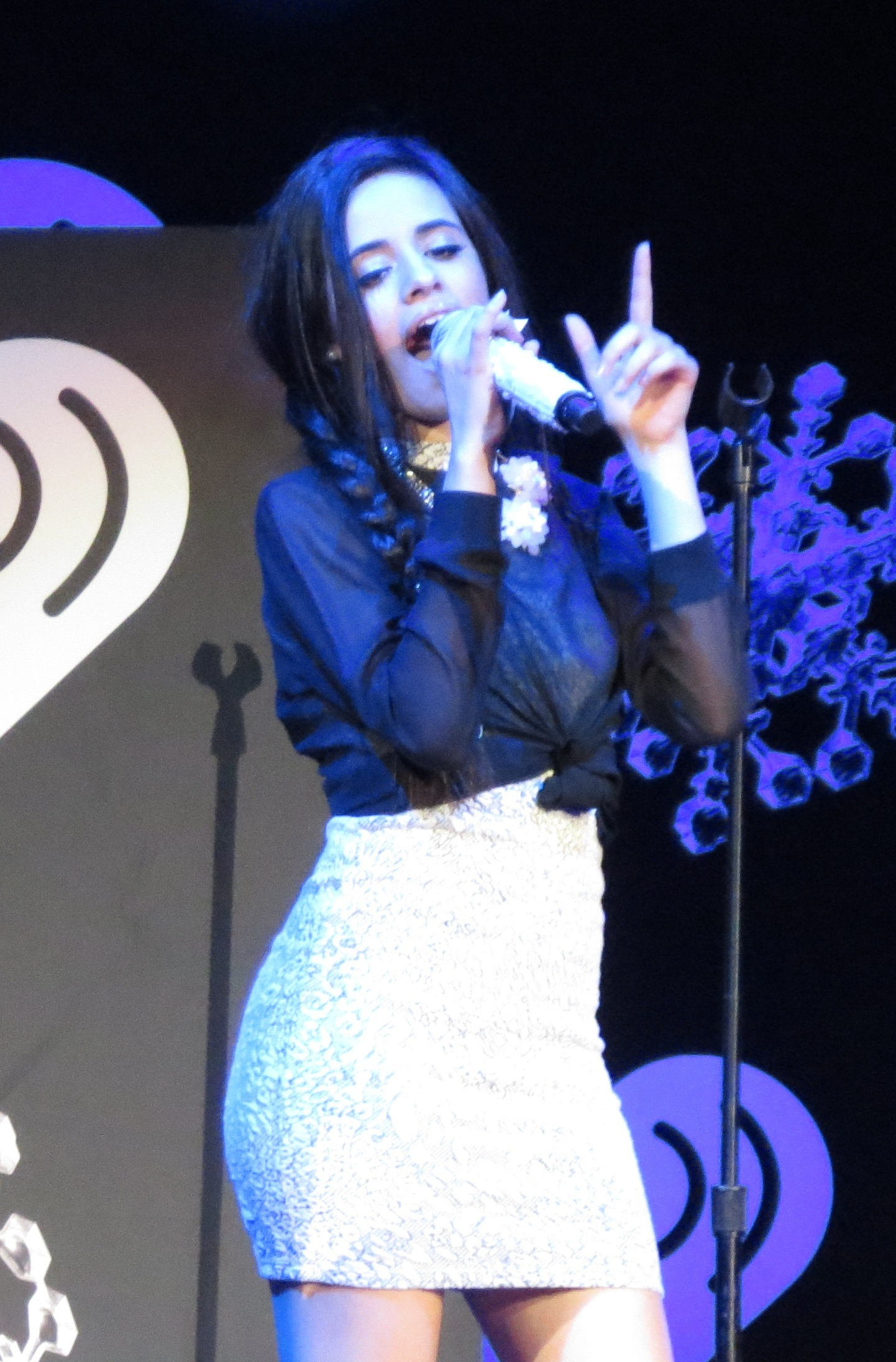
Camila Cabello al Jingle Bell Ball 2013

Nel 2012 Camila Cabello ha partecipato alle audizioni come solista per la seconda stagione del programma The X Factor USA a Greensboro (Carolina del Nord). Dopo essere stata eliminata come solista, è ritornata a partecipare alla competizione con Ally Brooke, Dinah Jane, Lauren Jauregui e Normani formando il girl group delle Fifth Harmony, che si classificò al terzo posto. Nel gennaio 2013 la band ha firmato un contratto con la Syco, posseduta da Simon Cowell, e con la Epic Records, etichetta di L.A. Reid. Il gruppo ha pubblicato due album in studio: Reflection (2015) e 7/27 (2016).
Il 18 dicembre 2016 le Fifth Harmony hanno annunciato attraverso i loro account nei social network che Camila aveva deciso di abbandonare il gruppo per intraprendere la carriera da solista.

### 2017–2018: la carriera solista e il successo diCamila
Nel novembre 2015 Camila ha registrato I Know What You Did Last Summer, un brano in collaborazione con il cantante canadese Shawn Mendes, contenuto nella riedizione dell'album Handwritten di quest'ultimo. La canzone ha raggiunto la ventunesima posizione della classifica statunitense, la diciottesima di quella canadese ed è stato premiato con la certificazione di disco di platino dalla Recording Industry Association of America.
Nell'ottobre 2016 il rapper statunitense Machine Gun Kelly ha pubblicato un singolo eseguito in collaborazione con Camila, Bad Things, che si è collocato alla decima posizione della Billboard Hot 100, divenendo in poco tempo virale sulla piattaforma musical.ly. Il 1º dicembre successivo è stato pubblicato anche il videoclip musicale di accompagnamento, diretto da Hannah Lux Davis.
Il 25 gennaio 2017 viene divulgato online Love Incredible, brano prodotto in collaborazione con il disc jockey norvegese Cashmere Cat e il produttore Sophie. Questo viene poi ufficialmente pubblicato il 16 febbraio 2017 come terzo singolo estratto dall'album 9. Poco dopo Camila collabora con i rapper Pitbull e J Balvin nella traccia Hey Ma, incisa per la colonna sonora del film Fast & Furious 8. Oltre alla versione originale, la canzone è stata registrata e pubblicata anche in lingua spagnola. Il 10 marzo 2017 viene pubblicato il videoclip della versione spagnola del brano, girato a Miami e contenente alcune scene tratte dalla pellicola; la versione inglese e il relativo videoclip musicale sono stati invece pubblicati il 7 aprile 2017, in corrispondenza con la distribuzione nei cinema di Fast & Furious 8.
Il 15 maggio 2017 l'artista ha annunciato l'intenzione di pubblicare l'album in studio di debutto entro l'autunno dello stesso anno. Il primo singolo pensato è stato Crying in the Club, pubblicato sotto forma di download digitale dal 19 maggio e composto dalla stessa Cabello, in collaborazione con Sia e Benny Blanco e Marco Florian e successivamente scartato dalla lista tracce ufficiale del disco. In concomitanza con la sua uscita, viene pubblicato il rispettivo videoclip musicale, diretto da Emil Nava.
All'inizio di Crying in the Club, l'artista ha interpretato per la prima volta il brano I Have Questions, inizialmente presente nell'album di debutto, ma successivamente scartato. La versione completa di questo è stato reso disponibile dal 21 maggio. Nella stessa giornata, esegue dal vivo entrambi i brani per la prima volta in occasione degli annuali Billboard Music Awards.

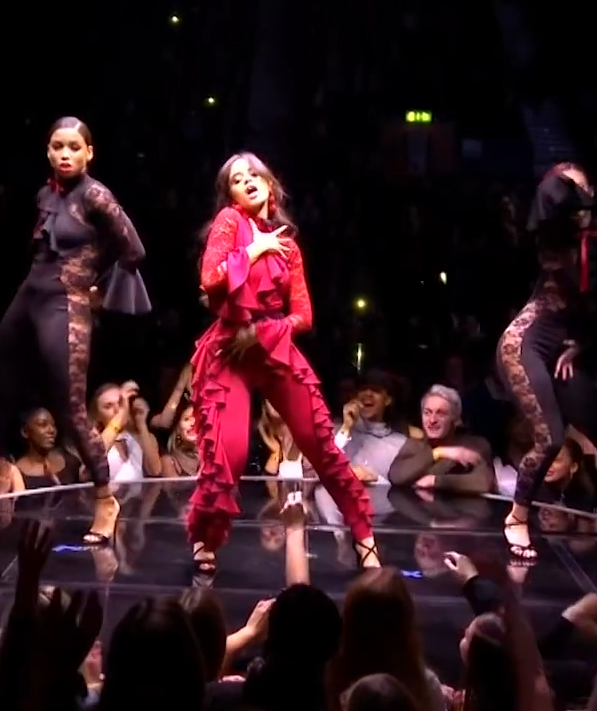
Camila Cabello agli MTV Europe Music Awards 2017

Il 4 agosto 2017 la cantante ha pubblicato altre due canzoni, Havana, in collaborazione con Young Thug, e OMG, in collaborazione con Quavo dei Migos. Havana è stata successivamente pubblicata come singolo vista la grande popolarità sulla piattaforma Spotify; ha raggiunto il primo posto delle classifiche in Stati Uniti, Australia, Canada, Irlanda e Regno Unito. Il 5 dicembre dello stesso anno la cantante, attraverso i propri profili social, annuncia che l'album in studio di debutto Camila sarebbe stato pubblicato il 12 gennaio 2018 e successivamente pubblica due inediti: Never Be the Same e Real Friends.
Sempre nel 2017 la cantante è stata scelta come nuovo volto per la campagna promozionale autunnale di Guess?, come testimonial di L'Oréal Paris in veste di nuova ambasciatrice del marchio e successivamente come volto per la campagna pomozionale di Skechers.
Il 14 febbraio 2018 annuncia il suo primo tour mondiale da solista intitolato Never Be the Same Tour, che sarebbe partito da Vancouver il 9 aprile dello stesso anno. Il 27 febbraio 2018 viene pubblicato su YouTube il documentario Made in Miami, che racconta la vita della cantante. Nel mese di marzo partecipa al Lollapalooza a Buenos Aires, Argentina e Santiago, Cile. Nel mese di agosto prende parte anche al Lollapalooza a Chicago. A maggio esce Sangria Wine in collaborazione di Pharrell Williams, mentre ad agosto vengono pubblicati una nuova versione del brano Beautiful di Bazzi, con la partecipazione della cantante, e il remix del brano Real Friends in collaborazione con il rapper Swae Lee.
L'8 ottobre 2018 pubblica Consequences come ultimo singolo estratto dal suo album d'esordio e il 23 ottobre si conclude il Never Be the Same Tour a Porto Rico.
Nel dicembre 2018 è stata nominata per due volte ai Grammy Awards per il "miglior concerto pop" per la versione live di Havana e per il "miglior album vocale pop" per Camila.

### 2019–2020: collaborazioni eRomance
Il 21 giugno 2019 collabora con Shawn Mendes per la pubblicazione del singolo Señorita, che ha raggiunto la prima posizione di numerose classifiche internazionali tra cui la Billboard Hot 100. Nello stesso periodo condivide su Instagram le anteprime dei brani Easy e Living Proof.
Il 5 settembre 2019 vengono pubblicati i singoli Shameless e Liar, volti ad anticipare il secondo album in studio della cantante, il cui titolo è Romance e la pubblicazione viene fissata a dicembre 2019. A ottobre vengono lanciati i singoli promozionali Cry for Me, seguito da Easy la settimana successiva. Il 13 novembre 2019 annuncia la data di uscita di Romance, pubblicato il 6 dicembre dello stesso anno e le prime date del Romance Tour, che sarebbe dovuto iniziare a Oslo, Norvegia il 26 maggio 2020, ma è stato interamente cancellato a causa dello scoppio della pandemia di COVID-19.
Il 15 novembre viene distribuito Living Proof con il pre-ordine dell'album. A gennaio 2020, alcune settimane dopo la pubblicazione dell'album, il brano My Oh My con DaBaby viene inviato alle radio statunitensi come terzo singolo ufficiale e viene pubblicato un video musicale. Il singolo è entrato nella top 20 della Billboard Hot 100.
Il 5 dicembre 2020 collabora nuovamente con il cantante Shawn Mendes nella canzone natalizia The Christmas Song.

### 2021–2022:CenerentolaeFamilia
Il 29 settembre 2020 viene annunciato il suo debutto come attrice cinematografica nel film musicale Cenerentola, la cui distribuzione nelle sale era prevista per il 5 febbraio 2021, in seguito posticipata a causa degli effetti generati dalla pandemia di COVID-19 e acquistata in esclusiva dalla piattaforma Prime Video, che ha distribuito il film il 3 settembre 2021. Nel film Cabello interpreta il ruolo della protagonista.
Il 23 luglio 2021 viene pubblicato il primo singolo a distanza di oltre un anno e mezzo dall'ultima volta, Don't Go Yet. Ad esso ha fatto seguito Oh Na Na, singolo anglo-spagnolo eseguito insieme agli artisti portoricani Myke Towers e Tainy.
Il 4 marzo 2022 Camila pubblica il singolo Bam Bam, in collaborazione con il cantautore britannico Ed Sheeran. L'8 aprile 2022 viene reso disponibile su tutte le piattaforme di musica digitale e streaming il terzo album in studio della cantante, intitolato Familia, insieme al videoclip della terza traccia Psychofreak, in collaborazione con Willow. L'album debutta al decimo posto della Billboard 200, diventando il suo terzo album consecutivo ad ottenere una posizione nella Top 10 nella prima settimana.
Nell'agosto 2022 ha collaborato con Stromae a un adattamento del titolo Mon Amour dal terzo album dell'artista belga, Multitude, con l'aggiunta di una strofa in inglese da lei scritta e cantata. Un mese dopo, viene confermato che la cantante ha lasciato la Epic Records e firmato un contratto discografico con la Interscope Records.
Chiude l'annata con la pubblicazione del singolo natalizio I'll Be Home for Christmas e collaborando con Oxlade al remix del brano Ku lo sa.

### 2024–presente:C, XOXO
Nel marzo 2024, Camila è ritornata sulle scene musicali con il singolo I Luv It insieme a Playboi Carti. La pubblicazione anticipa l'uscita del quarto album C,XOXO, contenente i successivi singoli He Knows (in collaborazione con Lil Nas X), e Chanel No. 5. L’album debutta alla posizione 13 della Billboard 200. Il 6 settembre pubblica la versione deluxe dell’album intitolata C,XOXO: The Magic City Edition, contenente il singolo Godspeed.

## Profilo vocale e influenze
Il tipo di voce di Camila è soprano. È principalmente una cantante pop e R&B, influenzata dalla musica latina. Nel suo primo album incorpora elementi di reggaeton, hip hop e dancehall. Cresciuta, Camila ascoltò artisti come Alejandro Fernández e Celia Cruz. Per il suo primo disco prese ispirazione da artisti latini contemporanei come Calle 13 e J Balvin e dal songwriting di Ed Sheeran e Taylor Swift. Ha citato come influenze anche Michael Jackson, Rihanna e Shakira.

## Filantropia
Il 28 febbraio 2016 Camila annuncia la sua collaborazione con l'associazione umanitaria Save the Children per una maglietta in edizione limitata con la scritta Love Only al fine di sensibilizzare le persone su temi come l'equo accesso all'istruzione, alle cure mediche, e alle pari opportunità di successo per le bambine nel mondo. Nel mese di giugno dello stesso anno, assieme al produttore Benny Blanco e ai membri dell'organizzazione non a scopo di lucro OMG Everywhere, ha contribuito alla creazione del singolo Power in Me, di cui i profitti sono stati devoluti a scopo di beneficenza.
Il 31 maggio 2020 Camila ha partecipato ad una protesta dei Black Lives Matter in Miami, per chiedere giustizia a seguito della morte di George Floyd, senza pubblicizzarlo sui social media.
Nel settembre 2020 Camila e John Legend hanno collaborato per la campagna di raccolta fondi Free the Vote, il cui obiettivo è quello di ripristinare il diritto di voto per gli individui precedentemente condannati in Florida.
Il 19 gennaio 2021 è stato annunciato da Hollywood Reporter che la cantante ha collaborato con la nonprofit Movement Voter Fund lanciando l'Healing Justice Project', grazie al quale 10 organizzazioni riceveranno sovvenzioni per supportare la salute mentale dei loro attivisti in prima linea e dare loro accesso a strumenti di aiuto psicologico.
Il 12 maggio 2021 la Vice Presidente degli Stati Uniti Kamala Harris ha ospitato una discussione virtuale sui vaccini con diverse celebrità, inclusa Camila, al fine di incrementare la fiducia sui vaccini contro la COVID-19.
Il 23 settembre 2021 Camila ha arruolato più di 60 tra i personaggi pubblici più influenti (tra cui Leonardo DiCaprio, Billie Eilish, Lady Gaga, e Cate Blanchett) per chiedere, in una lettera aperta alle principali compagnie di intrattenimento (Warner Bros., Amazon, Google e molti altri), di spronare il Congresso a compiere le azioni necessarie a contrastare il cambiamento climatico secondo il progetto Build Back Better del Presidente degli Stati Uniti Joe Biden.

## Vita privata
Camila ha ottenuto la nazionalità/cittadinanza messicana per nascita fin dal momento in cui è nata ed è stata registrata in Messico come nata nell'Alcaldía Benito Juárez nel 1997, anche se la stessa Camila racconta che in realtà è nata all'Avana, Cuba.
In un'intervista del 2018 con Cosmopolitan UK, Camila ha dichiarato di avere un disturbo ossessivo-compulsivo. Negli anni successivi rivela di soffrire d'ansia.
Ha avuto una relazione con il cantante Shawn Mendes dal luglio 2019 al novembre 2021, e nuovamente dall'aprile 2023 fino al giugno dello stesso anno.
Il suo trisavolo era Próculo Capistrán, un rivoluzionario che ha combattuto nella rivoluzione messicana al fianco di Emiliano Zapata, servendo come generale rivoluzionario al suo servizio.

## Controversie
Nel dicembre 2019 sono stati diffusi sul social Twitter post di Tumblr della cantante risalenti al 2012 in cui ha usato slang razziali. I post sono stati prontamente cancellati e la Cabello si è giustificata in una lunga scusa, dove si è dichiarata vergognata e amareggiata delle sue vecchie azioni e dove ha definito la sé del passato "ineducata ed ignorante".

## Discografia

### Da solista

#### Album in studio
- 2018 – Camila
- 2019 – Romance
- 2022 – Familia
- 2024 – C,XOXO

#### Colonne sonore
- 2021 – Cinderella (Original Motion Picture Soundtrack)

### Con le Fifth Harmony
- 2015 – Reflection
- 2016 – 7/27

## Tournée
- 2018 – Never Be the Same Tour
- 2025 – Yours, C Tour

### Artista d'apertura
- 2017 – 24K Magic World Tour di Bruno Mars (Nord America)
- 2018 – Taylor Swift's Reputation Stadium Tour di Taylor Swift (Nord America ed Europa)
- 2022 – Music of the Spheres World Tour dei Coldplay (Sud America)

## Filmografia

### Attrice

#### Cinema
- Cenerentola (Cinderella), regia di Kay Cannon (2021)

### Doppiatrice
- Barbie - Life in the Dreamhouse – webserie animata, episodio 7x03 (2015)
- Trolls 3 - Tutti insieme (Trolls Band Together), regia di Walt Dohrn e Tim Heitz (2023)

## Programmi televisivi
- The Voice USA (NBC, 2022) coach

## Riconoscimenti
- American Music Award
  - 2018 - New Artist of the Year
  - 2018 - Favorite Music Video per Havana
  - 2018 - Collaboration of the Year per Havana
  - 2018 - New Artist of the Year Presented By Capital One® Savor® Card per Havana
  - 2019 - Collaboration of the Year per Señorita
- Billboard Music Award
  - 2018 - Billboard Music Chart Achievement Award
- Billboard Women in Music
  - 2017 - Breakthrough Artist
- iHeartRadio Music Awards
  - 2018 - FanGirls Award
  - 2019 - Best Lyrics per Consequences
- Latin Grammy Awards
  - 2019 - Record of the Year per Mi persona favorita
  - 2019 - Best Pop Song per Mi persona favorita
- Meus Prêmios Nick
  - 2017 - Favorite Collaboration per Hey Ma
- MTV Europe Music Awards
  - 2017 - Best Artist
  - 2018 - Best US Act
  - 2018 - Best Song per Havana
  - 2018 - Best Video per Havana
- MTV Video Music Awards
  - 2018 - Video of the Year
  - 2018 - Artist of the Year
  - 2019 - Best Cinematography per Señorita
- MuchMusic Video Award
  - 2016 - Best Canadian Video Preferred by Fans per I Know What You Did Last Summer
  - 2016 - Best Pop Video per I Know What You Did Last Summer
  - 2017 - Best New International Artist
- Nickelodeon Kids' Choice Awards Colombia
  - 2017 - Favorite International Artist or Group
  - 2017 - Favorite Collaboration per Hey Ma
- Nickelodeon Kids' Choice Awards
  - 2018 - Favorite Breakout Artist
- NRJ Music Award
  - 2019 - International Female Artist of the Year
- People's Choice Awards
  - 2019 - Best Song of the Year per Señorita
- Radio Disney Music Awards
  - 2017 - Best Musical Collaboration per Bad Things
- Teen Choice Awards
  - 2017 - Sexy Girl
  - 2017 - Best Single of A Female Artist per Crying in the Club
  - 2017 - Best Song EDM per Know No Better
  - 2018 - Best Single of A Female Artist per Havana
  - 2018 - Best Female Artist
  - 2018 - Best Female Summer Music Girl
  - 2019 - Best Summer Song per Señorita